# Pietro Ugolini (Radsportler)
Pietro Ugolini (* 20. Jahrhundert) ist ein ehemaliger Schweizer Radrennfahrer und Schweizer Meister im Radsport.

## Sportliche Laufbahn
Der Zuger Ugolini begann seine Karriere Ende der 1960er Jahre und war bis 1974 Mitglied beim Velo Moto Club Baar. Er war vor allem im Strassenradsport aktiv, gehörte aber auch dem Nationalkader Bahn an. 1972 war er als Ersatzfahrer im Mannschaftszeitfahren für die Olympischen Spiele in München aufgeboten, kam aber nicht zum Einsatz.
1974 war seine erfolgreichste Saison als Amateur. Er gewann die nationale Meisterschaft im Strassenrennen vor René Leuenberger. Auch in der Meisterschaft im Mannschaftszeitfahren war er erfolgreich. Dazu kamen die Siege in der Stausee-Rundfahrt Klingnau vor Leuenberger und im Manx Open International Team Time Trial mit der Schweizer Nationalmannschaft. 1974 wechselte er auch zum VC Gippingen. 1975 bestritt er das britische Milk Race und kam auf den 44. Gesamtrang.